# 昆山市轨道交通投资发展
昆山市轨道交通投资发展有限公司成立于2009年9月25日，股东为昆山交通发展控股集团有限公司，该公司负责中华人民共和国江苏省昆山市境内上海轨道交通11号线北段的建设，工程全长6公里，东起安亭站，西至昆山花桥站，共设兆丰路站、光明路站、花桥站3座高架车站。